# Rudolf Morf
Rudolf Morf (ur. w 1903 roku) – szwajcarski lekkoatleta, biegacz długodystansowy, wielokrotny mistrz kraju w maratonie, uczestnik mistrzostw Europy.
Morf wystartował w biegu maratońskim podczas mistrzostw Szwajcarii pięciokrotnie. Po raz pierwszy miało to miejsce w 1927 roku w Baden. Zajął on wtedy czwarte miejsce z czasem 2:57:04. Późniejsze stary w 1928, 1930, 1931 i 1934 roku kończyły się tryumfem zawodnika i zdobyciem tytułu mistrzowskiego. 
Na mistrzostwach Europy w 1934 w Turynie Morf z nieznanym czasem zajął siódme miejsce w biegu maratońskim.